# Blécourt (Haute-Marne)
Blécourt település Franciaországban, Haute-Marne megyében. Lakosainak száma 115 fő (2022. január 1.). Blécourt Ferrière-et-Lafolie, Flammerécourt, Fronville, Mussey-sur-Marne, Rouvroy-sur-Marne és Brachay községekkel határos.

## Népesség
A település népességének változása:
| Lakosok száma | 130  | 130  | 105  | 110  | 111  | 111  | 112  | 115  | 116  | 115  |
|               | 1968 | 1982 | 1990 | 2006 | 2013 | 2015 | 2017 | 2019 | 2020 | 2022 |